# Salamis anacardii
Salamis anacardii är en fjärilsart som beskrevs av Carl von Linné 1758. Salamis anacardii ingår i släktet Salamis och familjen praktfjärilar. Inga underarter finns listade i Catalogue of Life.

## Bildgalleri

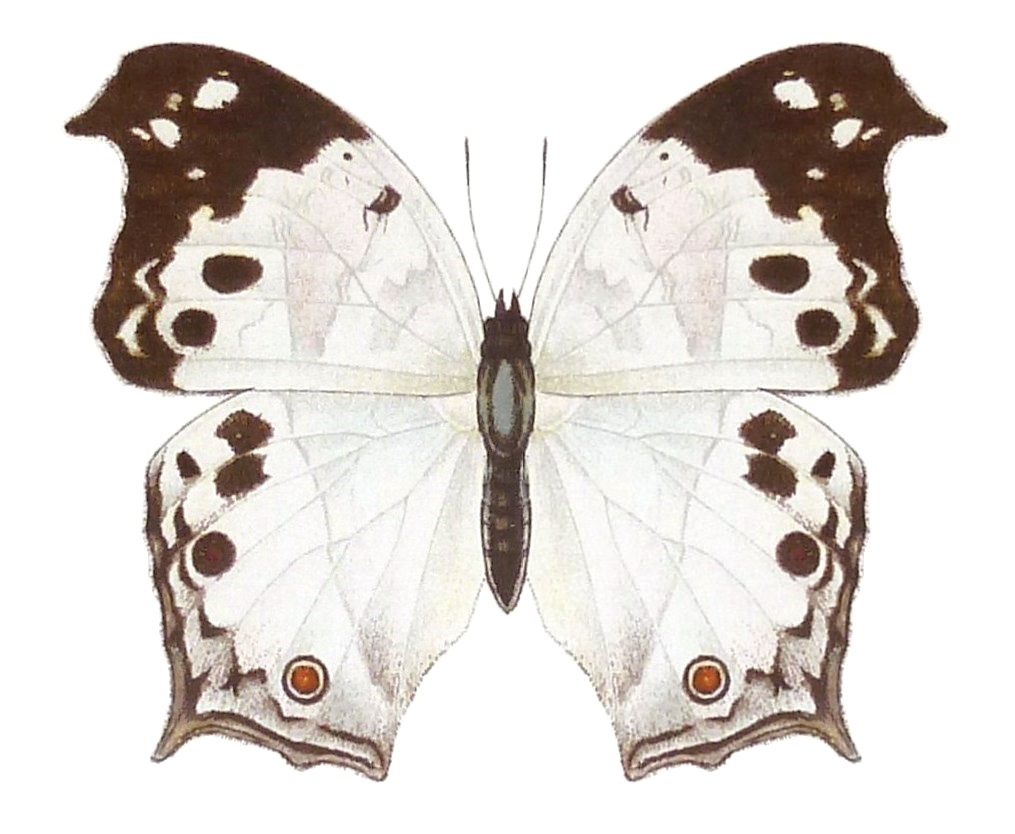
Protogoniomorpha anacardii anacardii
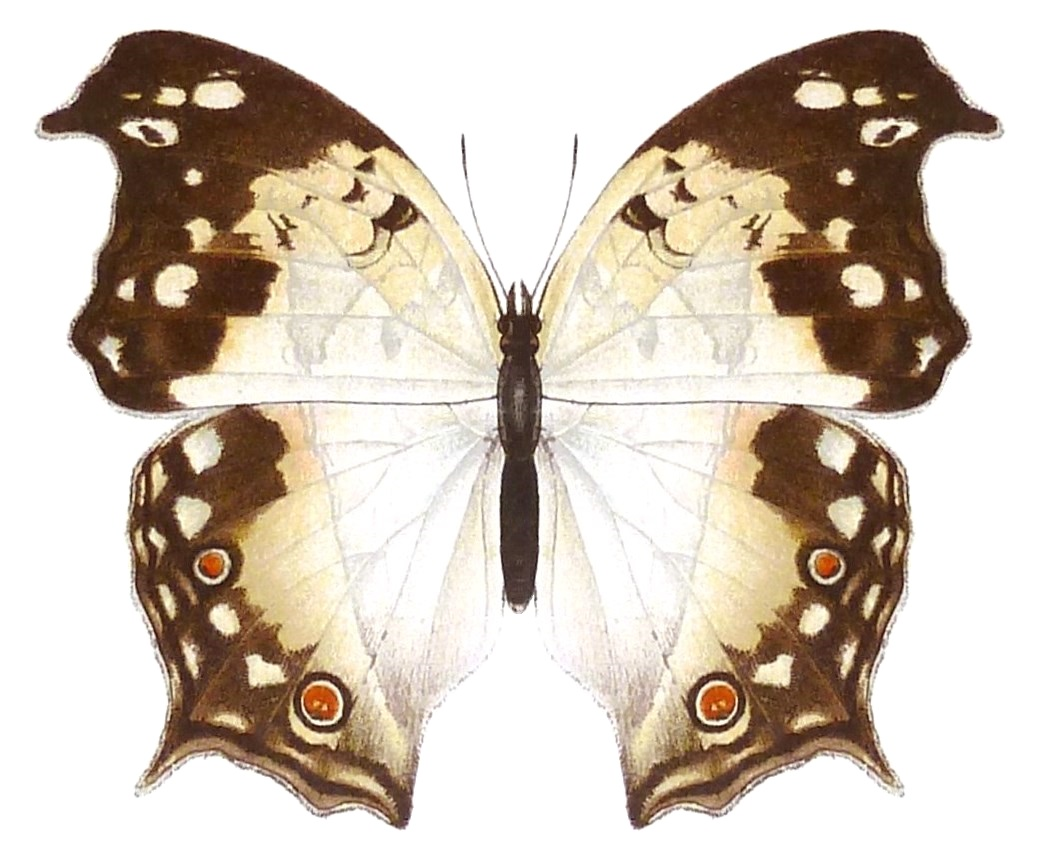
Protogoniomorpha anacardii nebulosa
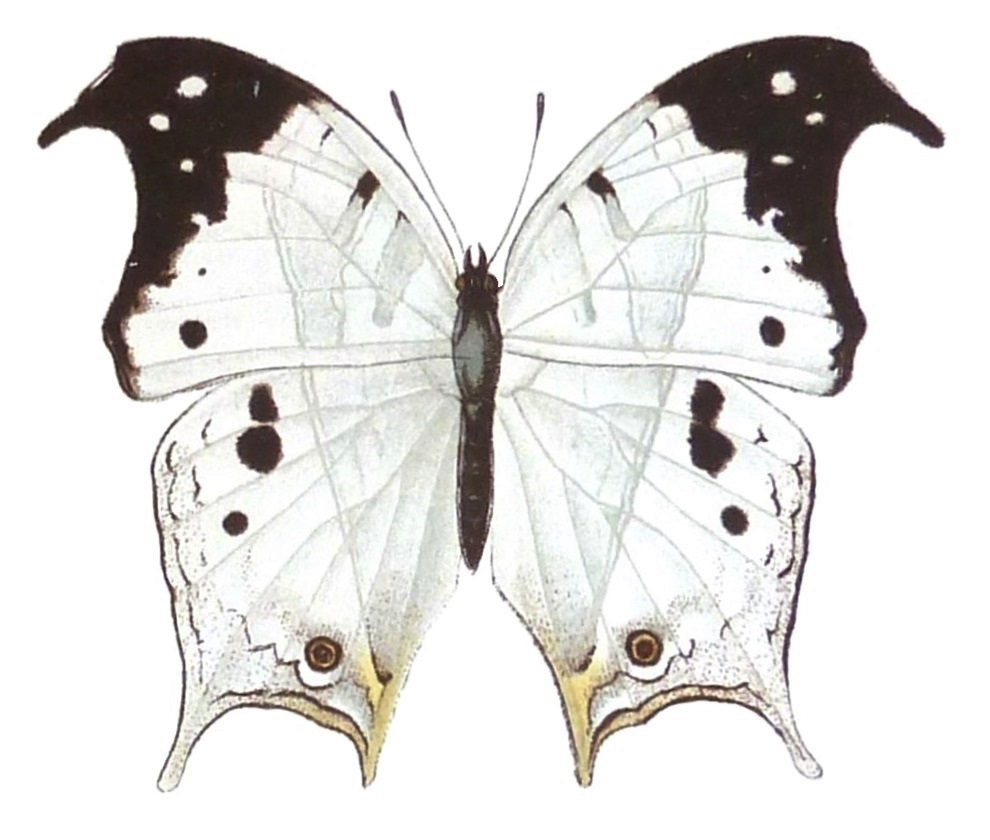
Protogoniomorpha anacardii duprei